# Cornelis Hanecop
Cornelis Hanecop (ook: Hanecopius) (Breda, 17 december 1577 – Amsterdam 15 juli 1655) was een Nederlands predikant.
Hanecop studeerde theologie te Leiden, in 1607 werd hij predikant te Molenaarsgraaf en Brandwijk, in 1610 te Sprang en Besoyen, in 1613 enkel te Sprang, in 1615 te Heusden en in 1616 te Breda. Toen deze stad in 1625 door Ambrogio Spinola was ingenomen vluchtte hij naar Amsterdam, waar hij hetzelfde jaar nog beroepen werd.
Daar speelde de strijd tussen remonstranten en contra-remonstranten, en deze strijd had uiteraard een politieke dimensie. Hoewel Hanecop rechtzinnig in de leer was, verdedigde hij niettemin de remonstranten daar waar ze onrechtvaardig behandeld werden. Aldus werd hij al spoedig fel tegengewerkt. Op 10 november 1627 nam hij om gezondheidsredenen zijn ontslag. Lastercampagnes hebben hem tot deze beslissing gebracht.